# Otáez
Otáez é um município do estado de Durango, no México.